# Talaa Xerif
Talaa Xerif (en árabe: طالع الشريف‎, en francés: Talaa ech Cherif) es una localidad marroquí perteneciente al municipio de Alcazarseguir, en la región de Tánger-Tetuán-Alhucemas. Desde 1912 hasta 1956 perteneció a la zona norte del Protectorado español de Marruecos.